# Betula (Schiff)
Die Betula war eine 1968 gebaute ehemalige Fähre der schwedischen Reederei Stockholms Rederi AB Svea und das zweite Schiff dieses Namens auf der Linie Helsingør–Helsingborg.

## Geschichte

### Betula
Das Schiff wurde unter der Baunummer 532 auf der Werft Jos L. Meyer in Papenburg für die schwedische Reederei Stockholms Rederi AB Svea gebaut. Es war das erste einer aus drei baugleichen Schiffen – Betula, Regula und Ursula –  bestehenden Serie der Reederei.
Der Stapellauf erfolgte am 10. Januar 1968, die Ablieferung im April 1973. Das Schiff kam unter der Flagge Schwedens mit Heimathafen Helsingborg zwischen Helsingborg in Schweden und Helsingør in Dänemark in Fahrt. Betrieben wurde es von der schwedischen Reederei Linjebuss International, ein Tochterunternehmen von Stockholms Rederi AB Svea.
1980 ging die Reederei in der Scandinavian Ferry Line auf.
1985 wurde die Fähre auf der Helsingør Skibsværft umgebaut. Dabei wurden die Decksaufbauten umgebaut und die öffentlichen Bereiche erweitert. Statt 800 Passagieren konnten nun 900 Passagiere befördert werden. Die Fahrzeugkapazität wurde von 75 auf 105 Pkw erhöht.
Im Oktober 1991 kam das Schiff zu SweFerry, die es weiter zwischen Helsingborg und Helsingør betrieb.

### Buganvilla
Im Mai 1992 wurde das Schiff an die zu Fred. Olsen gehörenden, spanische Reederei Ferry Gomera verkauft und ab Juli des Jahres unter spanischer Flagge als Buganvilla zwischen Corralejo auf Fuerteventura und Playa Blanca auf Lanzarote eingesetzt.

### Tarrafal
Ende 2003 wurde die Fähre an STM Transportes Maritimos verkauft und in Tarrafal umbenannt. Das Schiff wurde in der Folge unter der Flagge der Kap Verden auf Stecken zwischen den Kanarischen und den Kapverdischen Inseln eingesetzt.
Das Schiff soll Mitte der 2010er-Jahre auf den Kap Verden auf Grund gelaufen, aber wieder flottgemacht worden sein. Mittlerweile befindet es sich nicht mehr in Fahrt. Das Schiff wurde wohl auf den Kap Verden verschrottet.

## Technische Daten und Ausstattung
Das Schiff wurde von vier KHD-Dieselmotoren (Typ: SBA 8M 528) mit 2825 kW Leistung angetrieben. Die Motoren wirkten über Untersetzungsgetriebe auf zwei Verstellpropeller. Das Schiff war mit einem Bugstrahlruder ausgestattet. Für die Stromerzeugung standen fünf von Volvo-Penta-Dieselmotoren angetriebene Generatoren zur Verfügung.
Das Schiff verfügte über ein durchlaufendes Fahrzeugdeck, das über eine Bug- und eine Heckrampe zugänglich war. Die Bugrampe befand sich hinter einem nach oben aufklappbaren Bugvisier. Das Fahrzeugdeck war zunächst größtenteils geschlossen, lediglich der hintere Bereich war nach oben offen. Bei einem Umbau des Schiffes wurde das Fahrzeugdeck vollständig geschlossen und am Heck mit einem nach oben öffnenden Tor versehen.
Die Brücke befand sich im vorderen Bereich des Schiffes. Die Nocken waren zunächst offen. Später wurde die Brücke über die gesamte Breite geschlossen. Zur besseren Übersicht gingen die Nocken etwas über die Schiffsbreite hinaus. 